# Linothele

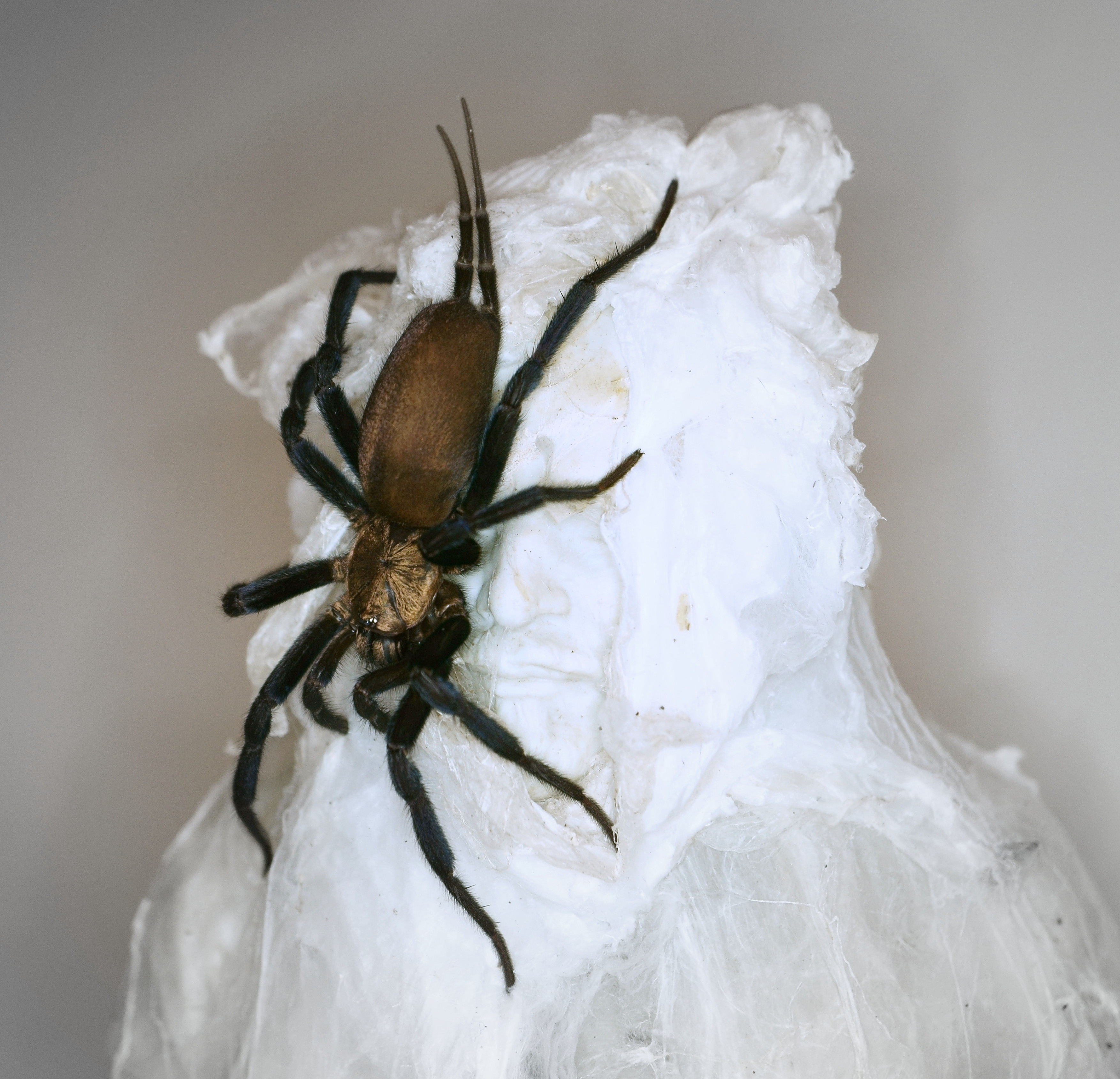
Linothele sericata

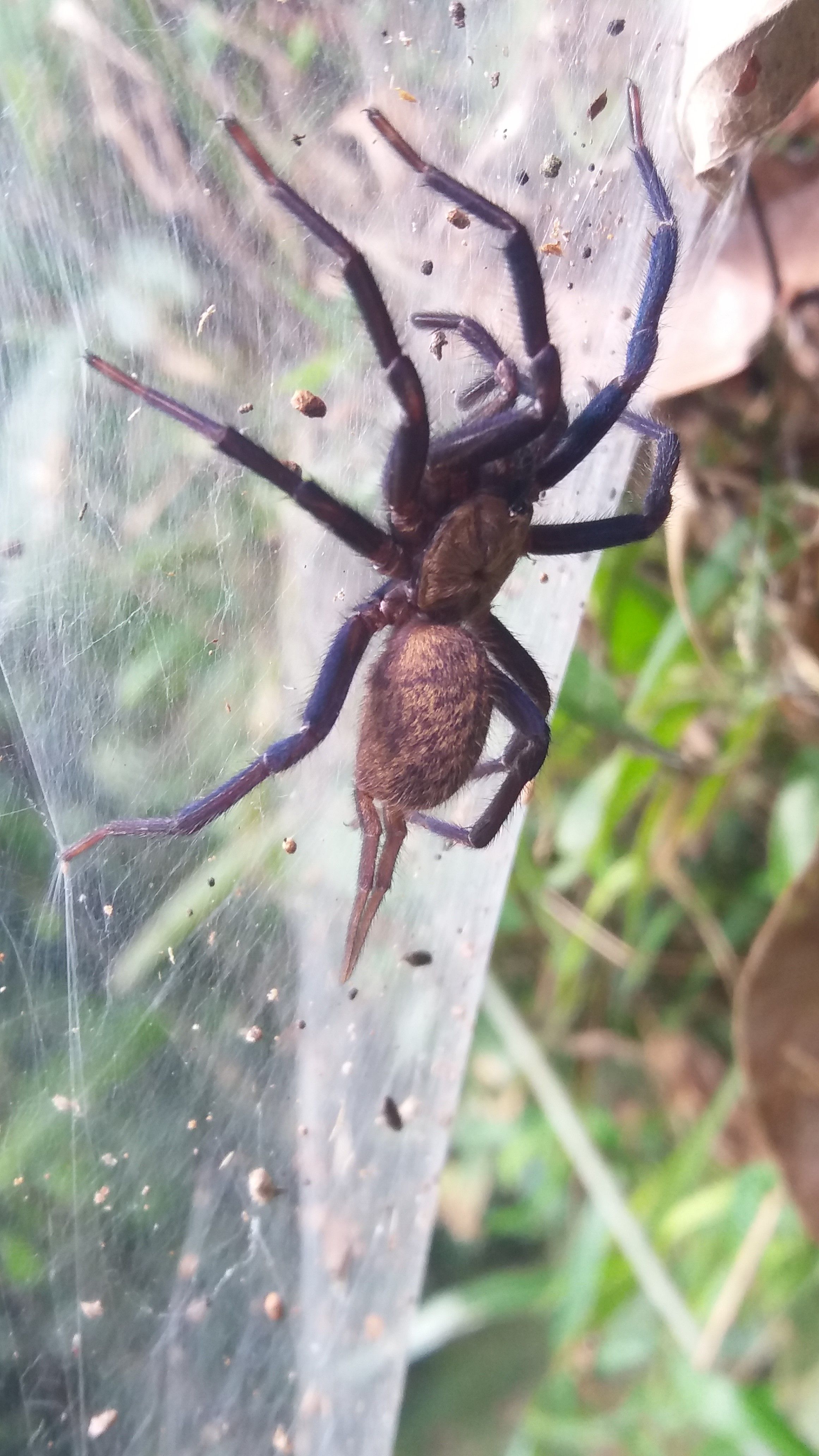
Linothele paulistana

Linothele – rodzaj pająków z infrarzędu ptaszników i rodziny Dipluridae. Obejmuje 22 opisane gatunki. Zamieszkują Bahamy i Amerykę Południową.

## Morfologia i zasięg
Pająki te osiągają od niespełna 4 do ponad 16 mm długości karapaksu. Oczy są umieszczone na wspólnym wzgórku. Szczękoczułki mają na spodzie członu nasadowego pojedynczy szereg ząbków umieszczony na krawędzi przedniej. Niemal kwadratowa warga dolna ma co najwyżej nieliczne kuspule. Dłuższe niż szerokie szczęki mają krótkie płaty przednie z serrulami i pozbawione są narządu strydulacyjnego (liry), co jest cechą wyróżniającą na tle podrodziny Diplurinae. Nogogłaszczki samic i osobników niedorosłych mają po jednym szeregu ząbków na pazurkach. Sternum ma trzy pary umieszczonych przykrawędziowo sigillów. Odnóża mają skopulowate szczecinki na nadstopiach i stopach. Trichobotria na nadstopiach umieszczone są w pojedynczym szeregu nie wchodzącym na ich dosiebną ⅓. Trichobotria na grzbietowej stronie stóp rozmieszczone są w pojedynczym, zygzakowatym szeregu. Stopy zwieńczone są parą pazurków górnych z podwójnym szeregami ząbków oraz pojedynczym pazurkiem dolnym, mającym ząbki bardzo drobne lub całkiem bezzębnym. Kądziołki przędne pary tylno-bocznej są mocno wydłużone, z palcowatym członem szczytowym. Nogogłaszczki samca mają pozbawione kolców cymbium zbudowane z dwóch równych rozmiarów płatów oraz gruszkowaty bulbus z niewielkim subtegulum.
Rodzaj neotropikalny. 8 gatunków występuje endemicznie w Ekwadorze, 5 w Peru, 3 w Kolumbii, po 2 w Wenezueli i Brazylii i 1 na Bahamach; L. fallax znany jest z Boliwii i Brazylii.

## Taksonomia
Takson ten wprowadzony został w 1879 roku przez Ferdinanda Karscha.
Do rodzaju tego należą 22 opisane gatunki:
- Linothele cavicola Goloboff, 1994
- Linothele cristata (Mello-Leitão, 1945)
- Linothele curvitarsis Karsch, 1879
- Linothele fallax (Mello-Leitão, 1926)
- Linothele gaujoni (Simon, 1889)
- Linothele jelskii (F. O. Pickard-Cambridge, 1896)
- Linothele longicauda (Ausserer, 1871)
- Linothele macrothelifera Strand, 1908
- Linothele melloleitaoi (Brignoli, 1983)
- Linothele monticolens (Chamberlin, 1916)
- Linothele mubii Nicoletta, Ochoa, Chaparro & Ferretti, 2022
- Linothele paulistana (Mello-Leitão, 1924)
- Linothele pukachumpi Dupérré & Tapia, 2015
- Linothele quori Dupérré & Tapia, 2015
- Linothele septentrionalis Drolshagen & Bäckstam, 2021
- Linothele sericata (Karsch, 1879)
- Linothele sexfasciata (Schiapelli & Gerschman, 1945)
- Linothele spinosa Drolshagen & Bäckstam, 2021
- Linothele tsachilas Dupérré & Tapia, 2015
- Linothele uniformis Drolshagen & Bäckstam, 2021
- Linothele yanachanka Dupérré & Tapia, 2015
- Linothele zaia Dupérré & Tapia, 2015